# Take What You Want
«Take What You Want» — совместная песня американского певца Post Malone, британского певца Оззи Осборна и американского рэпера Трэвиса Скотта. Была написана Остином Постом, Джоном Осборном, Жаком Уэбстером, Луисом Беллом, Эндрю Уоттом и Билли Уолшем. Продюсированием занимались Уотт и Белл. Песня вошла в третий студийный альбом Malone, Hollywood's Bleeding, и в двенадцатый студийный альбом Осборна Ordinary Man (2020). 15 октября 2019 года песня в качестве шестого сингла с альбома попала на американский contemporary hit radio. Это было первым сотрудничеством Malone и Осборна; далее потом последует сингл «It’s a Raid», вышедший в феврале 2020 года. Для продвижения сингла было выпущено официальное видео живого выступления.
Песня достигла восьмого места в американском чарте Billboard Hot 100.

## Коммерческий успех
«Take What You Want» стал девятым синглом Malone, попавшим в top 10 чартов Billboard Hot 100, заняв восьмое место и первым за 30 лет синглом Оззи, вошедшим в Топ 10 Billboard Hot 100, что стало наибольшим промежутком между вхождением в Топ 10 в истории чартов. Также песня стала первой, попавшей в mainstream rock charts и успешной в top 10 чартов Hot 100 со времён «Second Chance» Shinedown 2009 года.

## Участники записи
Сведения взяты из сервиса Tidal.
- Post Malone — главный вокалист, автор песен
- Оззи Осборн — вокалист, автор песен
- Трэвис Скотт — вокалист, автор песен
- Эндрю Уотт[англ.] — продюсирование, написание песен, соло-гитара
- Луи Белл — запись, производство, производство вокала
- Билли Уолш — написание песен
- Чед Смит — ударные[7]
- Пол Ламалфа — запись
- Мэнни Марроквин[англ.] — микширование
- Крис Галланд — ассистент микширования
- Робин Флорент — ассистент микширования
- Скотт Десмарэйс — ассистент микширования
- Майк Боцци[англ.] — мастеринг

## Чарты
| Чарт (2019)                                | Высшая позиция |
| ------------------------------------------ | -------------- |
| Австралия (ARIA)                           | 30             |
| Канада (Billboard Canadian Hot 100)        | 8              |
| Канада (Billboard Rock)                    | 48             |
| Чехия (Singles Digitál Top 100)            | 18             |
| Дания (Tracklisten)                        | 19             |
| Франция (SNEP)                             | 154            |
| Greece (IFPI)                              | 39             |
| Венгрия (Stream Top 40)                    | 6              |
| Ирландия (IRMA)                            | 37             |
| Италия (FIMI)                              | 44             |
| Latvia (LAIPA)                             | 17             |
| Lithuania (AGATA)                          | 20             |
| Нидерланды (Single Top 100)                | 37             |
| Новая Зеландия (Recorded Music NZ)         | 30             |
| Норвегия (VG-lista)                        | 12             |
| Португалия (AFP)                           | 38             |
| Словакия (Singles Digitál Top 100)         | 10             |
| Швеция (Sverigetopplistan)                 | 24             |
| Великобритания (OCC UK Singles)            | 22             |
| США (Billboard Hot 100)                    | 8              |
| США (Billboard Pop Airplay)                | 36             |
| США (Billboard Rock & Alternative Airplay) | 28             |
| US Rolling Stone Top 100                   | 2              |

| Чарт (2019)    | Позиция |
| -------------- | ------- |
| Portugal (AFP) | 408     |

## Сертификации
| Регион                                                                      | Сертификация  | Продажи   |
| --------------------------------------------------------------------------- | ------------- | --------- |
| Канада (Music Canada)                                                       | 3× Платиновый | 240 000   |
| Великобритания (BPI)                                                        | Золотой       | 400 000   |
| США (RIAA)                                                                  | 2× Платиновый | 2 000 000 |
| Данные о продажах + прослушиваниях приведены только на основе сертификации. |               |           |

## История релиза
| Страна            | Дата            | Формат                     | Лейбл    | Ссылки |
| ----------------- | --------------- | -------------------------- | -------- | ------ |
| Различные         | 6 сентября 2019 | Digital download streaming | Republic | [ 35 ] |
| Соединённые Штаты | 15 октября 2019 | Contemporary hit radio     | Republic | [ 2 ]  |